# Thespis (planta)
Thespis es un género de plantas con flores perteneciente a la familia  Asteraceae. Comprende 5 especies descritas y de estas, solo 4 aceptadas. Es originario del Sur de Asia.

## Taxonomía
El género fue descrito por Augustin Pyrame de Candolle y publicado en Archives de Botanique 2: 517. 1833. La especie tipo es Thespis divaricata DC.

## Especies seleccionadas
A continuación se brinda un listado de las especies del género Thespis (planta) aceptadas hasta agosto de 2012, ordenadas alfabéticamente. Para cada una se indica el nombre binomial seguido del autor, abreviado según las convenciones y usos.
- Thespis divaricata DC.
- Thespis erecta DC.
- Thespis integrifolia Gagnep.
- Thespis tonkinensis Gagnep.